# Bouhans-lès-Lure
 Bouhans-lès-Lure  es una población y comuna francesa, situada en la región de Franco Condado, departamento de Alto Saona, en el distrito de Lure y cantón de Lure-Nord.

## Demografía
| 191 | 181 | 163 | 216 | 201 | 212 | 268 |
| Para los censos de 1962 a 1999 la población legal corresponde a la población sin duplicidades (Fuente: INSEE [Consultar]) |     |     |     |     |     |     |